# Kuschelina laeta
Kuschelina laeta är en skalbaggsart som först beskrevs av Perbosc 1839.  Kuschelina laeta ingår i släktet Kuschelina och familjen bladbaggar. Inga underarter finns listade i Catalogue of Life.